# Теобалд фон Пфирт
Теобалд фон Пфирт (на немски: Theobald II von Pfirt/Thibaut von Pfirt; на френски: Thiebaut de Ferrette; † между 4 декември 1310 и 7 февруари 1311 в Базел) от Дом Скарпон е 1271 г. граф на Пфирт (Ферет), 1292/1297 г. фогт в Южен Горен Елзас.

## Произход
Той е син на граф Улрих II фон Пфирт († 1275) и първата му съпруга Агнес дьо Верги († 1268), дъщеря на Гилом I дьо Верги († 1240) и Клеменца де Фувент-Фонтен-Франсез († сл. 1260). Внук е на граф Фридрих II фон Пфирт († 1234, убит) и Хайлвиг фон Урах († сл. 1262), дъщеря на граф Егон V фон Урах „Брадатия“ († 1230) и графиня Агнес фон Церинген († 1239). Племенник е на Бертхолд фон Пфирт († 10 декември 1262), епископ на Базел (1248 – 1262).
Той наследява през 1275 г. баща си като граф на Пфир/Ферет.

## Фамилия
Теобалд фон Пфирт се жени сл. октомври 1273 г. за Катарина фон Клинген († 1296), вдовица на Рудолф фон Лихтенберг (1270 – 1273), дъщеря на Валтер III фон Клинген († 1286) и съпругата му София († ок. 1286). Те имат шест деца:
- Улрих III фон Пфирт (* 1281; † 26 март 1324 в Базел), сгоден на 29 ноември 1295 г., женен пр. 28 юли 1303 г. за графиня Жана (Йохана) Бургундска (* 1284; † 26 август 1347/11 септември 1349), внучка на херцог Хуго IV от Бургундия (1213 – 1272)
- Теобалд († 9 май 1311/1 април 1312), сеньор на Ругемонт 1295, женен пр. 14 август 1310 г. за Йохана фон Бламон († сл. 1351), дъщеря на Хайнрих I фон Бламон († 1331) и Кунигунда фон Лайнинген († 1311)
- Йохан/Жан († 18 май 1309/1 април 1312), сеньор на Ругемонт
- София фон Пфирт († 25 март 1344), омъжена пр. 1304 г. за граф Улрих III фон Вюртемберг († 1344)
- Херцелауда († 3 април 1317), омъжена пр. 24 ноември 1299 г. за Ото V фон Оксенщайн († 19 октомври 1327), син на Ото IV фон Оксенщайн († 1298) и Кунигунда фон Лихтенберг († сл. 1310)

Той има и незаконната дъщеря:
- Ирмгард/Ерменгарда фон Пфирт († 1329), омъжена за граф Еберхард II фон Ландау († 28 юни 1368), син на граф Еберхард I фон Грюнинген-Ландау (Вюртемберг) († ок. 1323) и Рихенца фон Калф-Льовенщайн († сл. 1294)

Теобалд фон Пфирт се жени втори път през 1304/1305 г. за Елмелина фон Бламонт († 1343), вдовица на Жан от Бургундия († 1301/03), дъщеря на Хенри I де Бламонт († 1331) и Кунигунда фон Лайнинген († 1302/1311). Бракът е бездетен.